# Oriente cristiano
Per Oriente cristiano si comprende l'insieme delle Chiese cristiane e delle tradizioni liturgiche sviluppatesi nell'ex Impero romano d'Oriente cioè nell'Europa orientale, in Anatolia e nei Balcani, in Medio Oriente e in Egitto, nella Persia e nell'India meridionale. Tali Chiese e le relative comunità pastorali hanno sviluppato proprie liturgie, con riti propri, diversi dal rito latino caratteristico di tutte le Chiese cristiane dell'ex Impero d'Occidente e dell'Europa occidentale e nordica (riunite sotto l'etichetta di Cristianesimo occidentale). Il termine «Oriente cristiano», usato nell'ambito del cristianesimo occidentale, connota le chiese orientali come "altre" rispetto a quelle occidentali, tuttavia non vuole indicare una tradizione che ha reciso i legami con la Chiesa latina. Infatti alcune Chiese orientali mantengono affinità storiche e teologiche più forti con questa che con altre Chiese dell'Oriente cristiano.

## Storia
Le tradizioni liturgico-pastorali, così come i termini "Oriente" ed "Occidente", risalgono ai tempi della composizione delle circoscrizioni ecclesiastiche tipiche dell'Impero Romano nella sua divisione in Impero d’Occidente e Impero d'Oriente, e nella suddivisione in diocesi e province, sotto l'ascesa al potere di Costantino il Grande.
L'apertura di Costantino al cristianesimo fu sancita con l'editto di Milano del 313, successivo a quello estremo di Galerio. Dopo la fondazione di una nuova capitale per l'Impero d'Oriente, Nuova Roma o Costantinopoli (330), la Chiesa cristiana si organizzò adattandosi alle circoscrizioni imperiali. Venne così suddivisa in altrettante eparchie, metropolie e patriarcati. Questi però si svilupparono solo in Oriente, perché in Occidente Roma riunì tutti quelli occidentali. Così, con quelli allora esistenti, prima 3 e poi 5, si formò la cosiddetta Pentarchia come vertice della Chiesa universale (romana).
Le cinque sedi erano: Roma (patriarcato d'Occidente), Costantinopoli (poi patriarcato ecumenico), Alessandria d'Egitto, Antiochia di Siria e Gerusalemme. Più tardi si aggiungeranno i patriarcati bulgaro e serbo in territorio costantinopolitano, Le tradizioni orientali, alla base primigenia dei vari riti orientali, si cristallizzarono principalmente in tre filoni:
- la tradizione alessandrina, da cui proviene il rito copto e le varianti etiopica ed eritrea;
- la tradizione antiochena o siriaca occidentale (a cui è associata Gerusalemme, che non sviluppò mai una propria tradizione liturgica) da cui provengono i riti siriaci (il maronita o siro-occidentale, il rito caldeo o giacobita, il rito armeno, il rito malabarita e malankarita e altri);
- la tradizione costantinopolitana, origine del più diffuso dei riti orientali, il rito bizantino imperiale con le sue varianti melchita, georgiano, slavo e altre.

La divisione dei riti, le prassi pastorali, le differenti sensibilità e le relative circoscrizioni ecclesiastiche o territori canonici si sono andate delineando nel corso dei secoli in modo molto variegato tra le varie popolazioni, maturando, nel contempo, in maniera non sistematica, reciproche influenze e sovrapposizioni, tra l'altro già iniziate prima dell'avvento di Costantino.

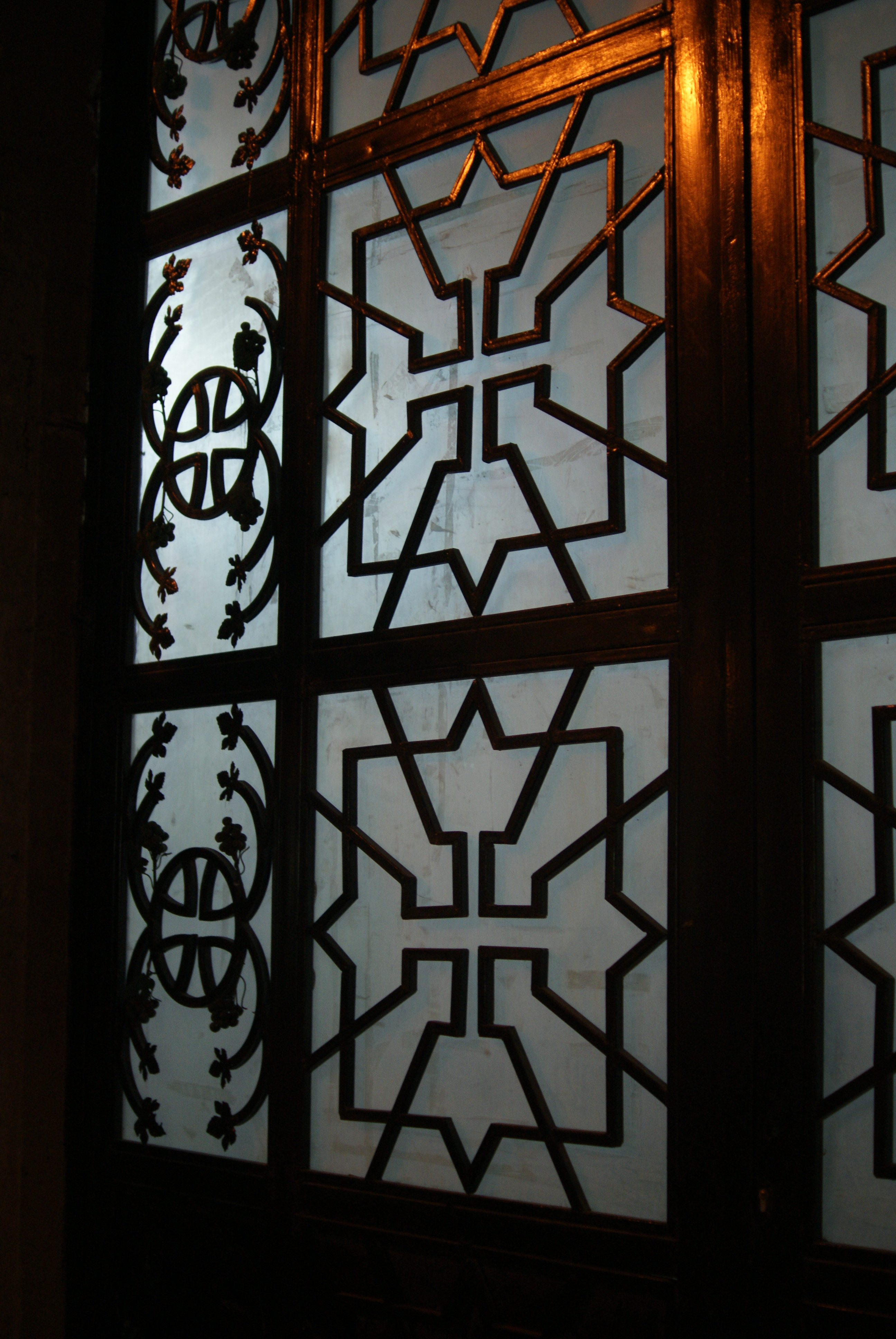
Chiesa copta in Egitto

## Le quattro Chiese principali
Le Chiese orientali spesso condividono le medesime tradizioni culturali, mentre su quelle propriamente religiose la coesione è minore. Infatti esse nacquero in un periodo storico, quello dei primi secoli, in cui la cristianità si divise più volte su questioni cristologiche e sui fondamenti della teologia, oltre che sulle identità etniche e nazionali (romani, siriaci, persiani, ecc.). All'anno 2000, le Chiese dell'Oriente cristiano possono essere raggruppate in quattro famiglie principali, che condividono una teologia e una dogmatica ben precise:
- la Chiesa assira d'Oriente e l'Antica Chiesa d'Oriente (riconoscono i soli primi due concili ecumenici)
- le Chiese ortodosse orientali (riconoscono i primi tre concili ecumenici)
- la Chiesa cristiana ortodossa (riconosce i primi sette concili ecumenici)
- le Chiese cattoliche sui iuris (Chiese in piena comunione con la Santa Sede che usano riti liturgici diversi dal rito latino)

Nella maggior parte di esse sono i parroci ad amministrare la cresima e i sacerdoti possono sposarsi prima di ricevere l'ordine sacro, ma non dopo. Le Chiese cattoliche sui iuris riconoscono l'autorità del papa, ma seguono tradizioni rituali orientali del tutto affini a quelle delle Chiese ortodosse, tra cui il conferimento dell'ordine anche a uomini sposati.
Nonostante l'evento più traumatico della cristianità sia stato il Grande Scisma, iniziato nel 1054, gli scismi delle Chiese orientali iniziano circa sei secoli prima. Con il concilio generale del 424, avvenuto sette anni prima del Concilio ecumenico di Efeso del 431, la Chiesa d'Oriente dichiarò la propria indipendenza dal sistema ecclesiastico dell'Impero romano, non prendendo quindi parte alla teologia colà elaborata. In seguito a tale concilio, avvenne un'ulteriore fuoriuscita da parte delle Chiese ortodosse orientali, mentre le prime Chiese ortodosse si spaccarono in seguito al Concilio di Calcedonia del 451, che vide l'uscita delle chiese monofisite. Infine si ebbe la separazione fra l'ortodossia e il cattolicesimo, con il Grande Scisma, un avvenimento che non significò solamente una spaccatura all'interno del cristianesimo, ma marcò la profonda divisione culturale e politica fra Oriente e Occidente, che si era sviluppata durante tutti i primi secoli della cristianità, specie dopo la caduta dell'Impero romano d'occidente sotto i vari popoli barbari, tutti ariani.

## Altre comunità dell'Oriente cristiano
Oltre ai quattro gruppi principali, vi sono numerose comunità sorte in seguito a dispute in seno alla tradizione dominante di un'area. Non possono essere definiti come Protestanti, poiché mancano di legami con la Riforma e, soprattutto, non hanno sviluppato una vera e propria teologia protestante. Si tratta piuttosto di gruppi legati ad antiche tradizioni locali, come i "Vecchi credenti", una costellazione di gruppi nata da uno scisma all'interno dell'ortodossia russa, il movimento più radicale della Cristianità spirituale, anch'essa divisa al suo interno in vari sottogruppi, dal Molokanesimo fondato sulla Bibbia, agli anarchici Doukhobors, fino agli auto-mutilazionisti Skoptsy. Nessuno di questi gruppi è mai rientrato in comunione con la Chiesa ortodossa russa, eccetto alcune parrocchie di Vecchi Credenti che si sono riunite alla Chiesa Ortodossa Russa fuori dalla Russia
Vi sono movimenti di dissenso di tipo nazionale, formati da gruppi etnici che rivendicano la loro chiesa, come la Chiesa ortodossa montenegrina e la Chiesa ortodossa macedone, entrambe dipendenti dalla Chiesa ortodossa serba.

## Liturgia
Le Chiese orientali appartengono, a grandi linee, alle seguenti famiglie liturgiche:
- Rito alessandrino
- Rito antiocheno (o siriaco occidentale)
- Rito armeno
- Rito bizantino
- Rito caldeo (o siriaco orientale)